# Кутловац (Блаце)
Кутловац је насеље у Србији у општини Блаце у Топличком округу. Према попису из 2022. било је 99 становника (према попису из 1991. било је 226 становника).

## Историја
Као посебно насеље Кутловац се спомиње први пут у турским пописима крушевачког санџака са Топлицом и Дубочицом у време владавине Мехмеда Другог 1444-1446. године. Етимолошко значење речи Кутловац је топоним од старосрпског личног имена Кутло. Да је такво име постајало код Срба доказује презиме Кутловић, зебележено у средњем веку у околини Призрена и у Босни. Села су се прозивала по свом власнику.
У пописима 1444-1446. године село је имало 18 домаћинстава. У другим аустријско-турким ратовима 1737-1739. године стариначко српско становништво напустило је село и одселило се на север за аустријском војском. До 1876. године село су насељавали мухаџири (присталице Мухамедове вере). У српско-турким ратовима 1876-1878. године село је ослобођено од Арнаута и поново насељено српским становништвом из Жупе Александровачке, села Бруске општине, са Копаоника, Рашке области, Горњег Ибра и Косова.

## Демографија
У насељу Кутловац живи 151 пунолетни становник, а просечна старост становништва износи 49,0 година (46,1 код мушкараца и 51,9 код жена). У насељу има 61 домаћинство, а просечан број чланова по домаћинству је 2,95.
Ово насеље је великим делом насељено Србима (према попису из 2002. године), а у последња три пописа, примећен је пад у броју становника.
|  |

| Демографија | Демографија | Демографија |
| Година      | Становника  | Становника  |
| ----------- | ----------- | ----------- |
| 1948.       | 486         |             |
| 1953.       | 497         |             |
| 1961.       | 421         |             |
| 1971.       | 351         |             |
| 1981.       | 284         |             |
| 1991.       | 226         | 225         |
| 2002.       | 180         | 190         |

| Етнички састав према попису из 2002.‍ | Етнички састав према попису из 2002.‍ | Етнички састав према попису из 2002.‍ | Етнички састав према попису из 2002.‍ | Етнички састав према попису из 2002.‍ |
| ------------------------------------ | ------------------------------------ | ------------------------------------ | ------------------------------------ | ------------------------------------ |
|                                      |                                      |                                      |                                      |                                      |
| Срби                                 | Срби                                 |                                      | 163                                  | 90,55%                               |
| непознато                            | непознато                            |                                      | 17                                   | 9,44%                                |

| Година пописа     | 1948. | 1953. | 1961. | 1971. | 1981. | 1991. | 2002. |
| ----------------- | ----- | ----- | ----- | ----- | ----- | ----- | ----- |
| Број домаћинстава | 69    | 82    | 90    | 85    | 80    | 68    | 61    |

| Број чланова      | 1  | 2  | 3 | 4 | 5 | 6 | 7 | 8 | 9 | 10 и више | Просек |
| ----------------- | -- | -- | - | - | - | - | - | - | - | --------- | ------ |
| Број домаћинстава | 18 | 17 | 6 | 6 | 6 | 4 | 2 | 1 | 0 | 1         | 2,95   |

| Пол    | Укупно | Неожењен/Неудата | Ожењен/Удата | Удовац/Удовица | Разведен/Разведена | Непознато |
| ------ | ------ | ---------------- | ------------ | -------------- | ------------------ | --------- |
| Мушки  | 78     | 15               | 52           | 10             | 1                  | 0         |
| Женски | 79     | 3                | 53           | 22             | 1                  | 0         |
| УКУПНО | 157    | 18               | 105          | 32             | 2                  | 0         |

| Пол    | Укупно                    | Пољопривреда, лов и шумарство | Рибарство                            | Вађење руде и камена | Прерађивачка индустрија       |
| ------ | ------------------------- | ----------------------------- | ------------------------------------ | -------------------- | ----------------------------- |
| Мушки  | 23                        | 15                            | 0                                    | 0                    | 5                             |
| Женски | 17                        | 10                            | 0                                    | 0                    | 2                             |
| УКУПНО | 40                        | 25                            | 0                                    | 0                    | 7                             |
| Пол    | Производња и снабдевање   | Грађевинарство                | Трговина                             | Хотели и ресторани   | Саобраћај, складиштење и везе |
| Мушки  | 0                         | 0                             | 0                                    | 2                    | 1                             |
| Женски | 0                         | 0                             | 3                                    | 0                    | 0                             |
| УКУПНО | 0                         | 0                             | 3                                    | 2                    | 1                             |
| Пол    | Финансијско посредовање   | Некретнине                    | Државна управа и одбрана             | Образовање           | Здравствени и социјални рад   |
| Мушки  | 0                         | 0                             | 0                                    | 0                    | 0                             |
| Женски | 0                         | 0                             | 0                                    | 0                    | 1                             |
| УКУПНО | 0                         | 0                             | 0                                    | 0                    | 1                             |
| Пол    | Остале услужне активности | Приватна домаћинства          | Екстериторијалне организације и тела | Непознато            | Непознато                     |
| Мушки  | 0                         | 0                             | 0                                    | 0                    | 0                             |
| Женски | 1                         | 0                             | 0                                    | 0                    | 0                             |
| УКУПНО | 1                         | 0                             | 0                                    | 0                    | 0                             |